# Baltazar (1926–1997)
Baltazar, właśc. Oswaldo da Silva (ur. 14 stycznia 1926 w Santos, zm. 25 marca 1997 w São Paulo) – brazylijski piłkarz występujący na pozycji napastnika.
W reprezentacji Brazylii zagrał w 31 meczach (w tym 2 nieoficjalnych) i strzelił 18 goli (w 2 tym w nieoficjalnych spotkaniach). Wystąpił na mistrzostwach świata w 1950, na których reprezentacja Brazylii zajęła 2. miejsce i w 1954 oraz na Copa América w 1953, na których Brazylia zdobyła mistrzostwo i 1956. Z Corinthians Paulista trzykrotnie zdobył Mistrzostwo stanu São Paulo (Campeonato Paulista) (1951, 1952, 1954)